# Photinus concisus
Photinus concisus är en skalbaggsart som beskrevs av Lloyd 1968. Photinus concisus ingår i släktet Photinus och familjen lysmaskar. Inga underarter finns listade i Catalogue of Life.